# Trapeliopsis
Trapeliopsis Hertel & Gotth. Schneid. (szarek) – rodzaj grzybów z rodziny Trapeliaceae. Ze względu na współżycie z glonami zaliczany jest do grupy porostów.

## Systematyka i nazewnictwo
Pozycja w klasyfikacji według Index Fungorum: Trapeliaceae, Baeomycetales, Ostropomycetidae, Lecanoromycetes, Pezizomycotina, Ascomycota, Fungi.
Nazwa polska według W. Fałtynowicza.

## Gatunki występujące w Polsce
- Trapeliopsis aeneofusca (Flörke ex Flot.) Coppins & P. James 1984 – szarek kleisty, krążniczka kleista
- Trapeliopsis flexuosa (Fr.) Coppins & P. James 1984 – szarek pogięty, krążniczka pogięta
- Trapeliopsis gelatinosa (Flörke) Coppins & P. James 1984 – szarek śluzowaty, krążniczka śluzowata
- Trapeliopsis glaucolepidea (Nyl.) Gotth. Schneid. 1980 – szarek humusowy
- Trapeliopsis granulosa (Hoffm.) Lumbsch 1983 – szarek gruzełkowaty, krążniczka gruzełkowata
- Trapeliopsis pseudogranulosa Coppins & P. James 1984 – szarek zwodniczy
- Trapeliopsis viridescens (Schrad.) Coppins & P. James 1984 – szarek zieleniejący, krążniczka zieleniejąca
- Trapeliopsis wallrothii (Flörke ex Spreng.) Hertel & Gotth. Schneid. 1980 – szarek Wallrotha, krążniczka Wallrotha

Nazwy naukowe na podstawie Index Fungorum. Nazwy polskie według W. Fałtynowicza.